# Anisotremus surinamensis
Anisotremus surinamensis, también conocido como pirambú, es una especie de pez del género Anisotremus, familia Haemulidae. Fue descrita científicamente por Bloch en 1791.
Se distribuye por el Atlántico Occidental: Florida, EE. UU. y las Bahamas a través del golfo de México y el mar Caribe hasta Brasil. La longitud total (TL) es de 76 centímetros con un peso máximo de 5,8 kilogramos. Habita en fondos rocosos como cuevas y su dieta se compone de crustáceos, moluscos, peces pequeños y el erizo de mar de espinas largas (Diadema antillarum).
Está clasificada como una especie marina peligrosa ya que puede causar intoxicación por ciguatera, por lo que no se recomienda el consumo.